# Kilou
Kilou är en ort i Burkina Faso.   Den ligger i provinsen Province du Bam och regionen Centre-Nord, i den centrala delen av landet, 110 km norr om huvudstaden Ouagadougou. Kilou ligger 348 meter över havet och antalet invånare är 902.
Terrängen runt Kilou är platt, och sluttar söderut. Närmaste större samhälle är Kongoussi, 14,7 km öster om Kilou.
Trakten runt Kilou består i huvudsak av gräsmarker. Runt Kilou är det ganska tätbefolkat, med 134 invånare per kvadratkilometer.